# Pachyacris
Pachyacris är ett släkte av insekter. Pachyacris ingår i familjen gräshoppor.
Kladogram enligt Catalogue of Life:
| Pachyacris | \| \| Pachyacris compressa \| \| \| \| \| \| Pachyacris vinosa \| \| \| \| \| \| Pachyacris violascens \| \| \| \| |
|            | \| \| Pachyacris compressa \| \| \| \| \| \| Pachyacris vinosa \| \| \| \| \| \| Pachyacris violascens \| \| \| \| |
|            | Pachyacris compressa                                                                                               |
|            | |
|            | Pachyacris vinosa                                                                                                  |
|            | |
|            | Pachyacris violascens                                                                                              |
|            | |